# Las Bóvedas
El Conjunto Monumental de Las Bóvedas o Las Bóvedas es el nombre como comúnmente se le conoce al conjunto de obras que forman las murallas que rodean la Plaza de Francia en la ciudad de Panamá.  El conjunto monumental consta de siete espacios abovedados que conformaban el sistema defensivo de la ciudad. El monumento se encuentra en el Casco Antiguo de Panamá.

## Las Bóvedas, historia.

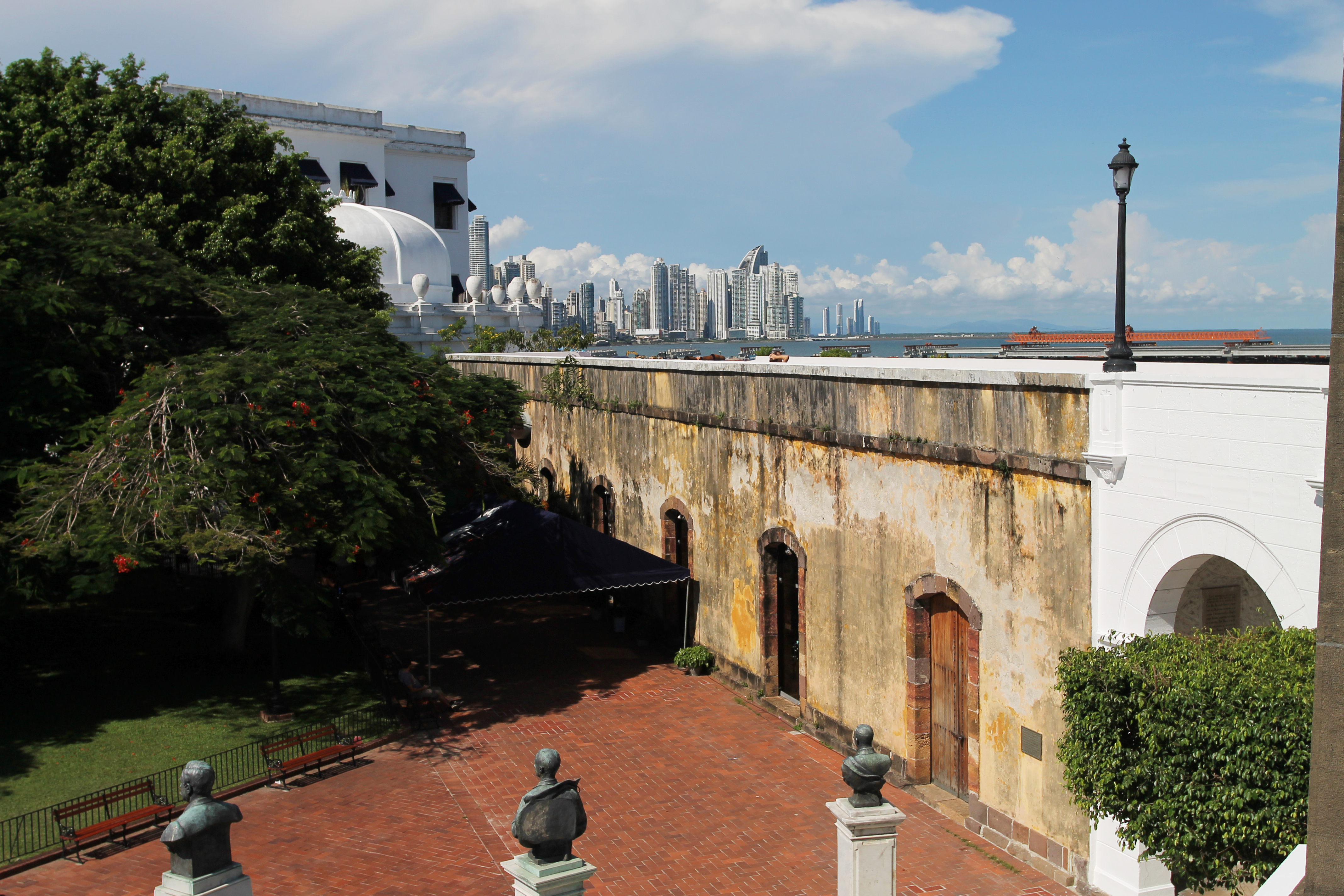
Las Bóvedas y su adarve.

Este espacio estaba destinado inicialmente para construir Casas Reales, sin embargo es aquí donde se construye uno de los sitios defensivos de la ciudad, llamado Baluarte de Chiriquí.  En el siglo XVIII se construyen Las Bóvedas, que recibe este nombre debido a su sistema de arcos o bóvedas apoyados  sobre columnas.  En el siglo XIX se construye un adarve  sobre estas.
El gran espesor de estos muros permite que este lugar sea utilizado como cuartel y prisión.  Uno de sus inquilinos más destacados fue el guerrillero Victoriano Lorenzo, el cual fue fusilado el 15 de mayo de 1903 frente a la plaza de Chiriquí, actual Plaza de Francia. Estos espacios abovedados fueron igualmente utilizados como depósitos y dormitorios. Actualmente albergan los despachos de la Oficina del Casco Antiguo, una galería de arte del Instituto Nacional de Cultura y un restaurante de cocina francesa.
El conjunto fue declarado monumento nacional mediante la ley n.º 2 del 8 de enero de 1920.  Alrededor de  este espacio se construyó una plaza monumental en honor a los franceses precursores del Canal de Panamá. Esta plaza recibe el nombre de Plaza de Francia. Otra parte fundamental de este monumento es el Paseo Esteban Huertas, acondicionado sobre el adarve de las murallas. En 1983 el conjunto y la plaza son sometidos a una restauración.

## Plaza de Francia

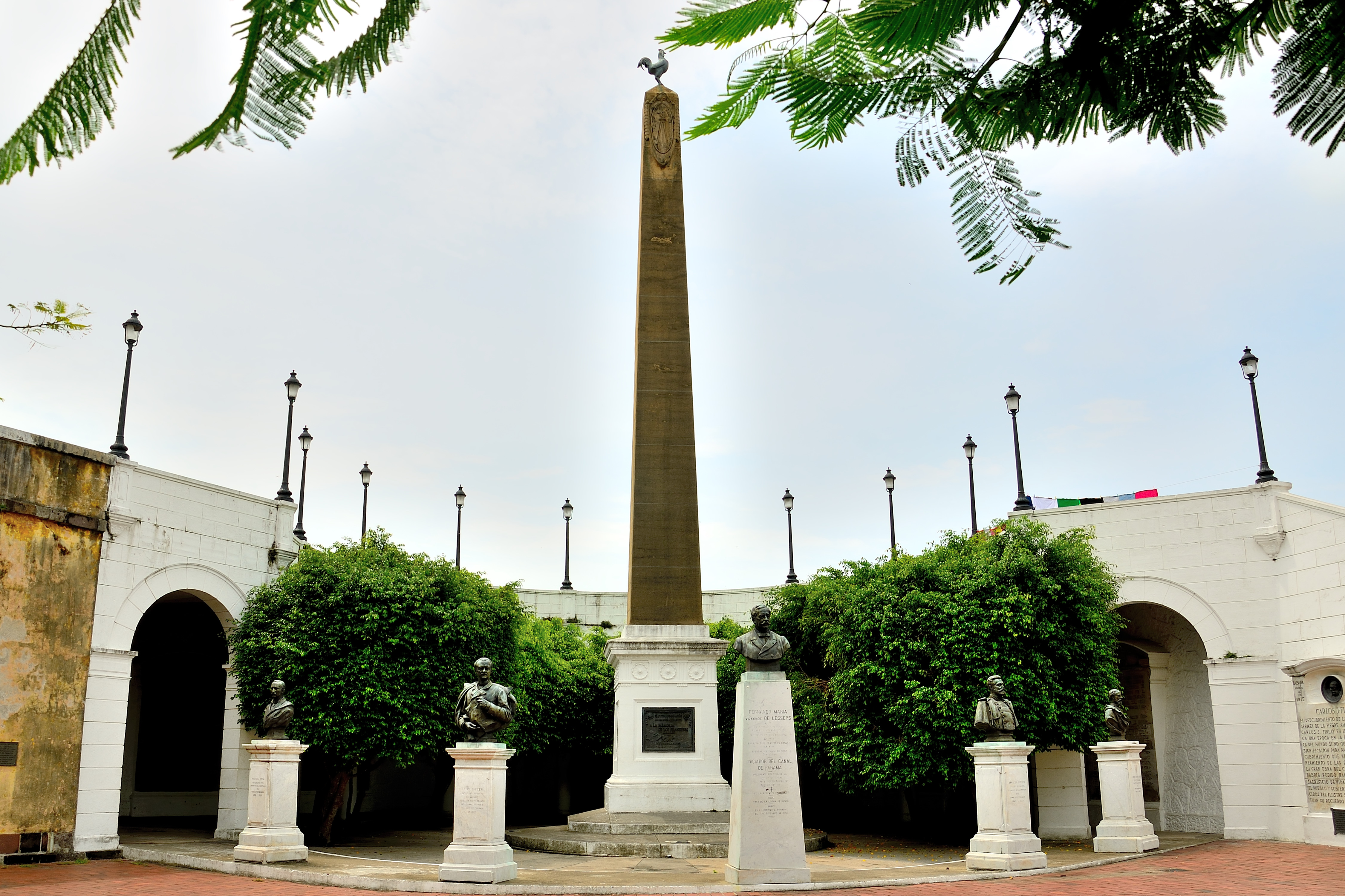
Vista de la Plaza de Francia.

La Plaza de Francia fue erigida entre 1921 y 1922 durante la presidencia de Belisario Porras en lo que hasta ese momento era la plaza de armas del Cuartel de Chiriquí para conmemorar  la empresa francesa del canal liderizada por Ferdinand de Lesseps y en honor a la República Francesa.  El encargado de este proyecto fue el arquitecto Leonardo Villanueva Meyer. Anteriormente fue conocida como Plaza de Lesseps, mediante la Ley 48 del 24 de noviembre de 1928 la plaza su nombre se cambió a Plaza de Roosevelt y se ordenó la construcción de una estatua honor al presidente estadounidense Theodore Roosevelt. Posteriormente regresó a su nombre original.
Un obelisco de 18 metros de alto ocupa el centro de esta plaza, en la punta de éste se sitúa la figura del Gallo galo, símbolo de Francia. Circundando el obelisco encontramos los bustos de Ferdinand de Lesseps, Armand Reclus, Lucien Bonaparte Wyse, León Boyer y Pedro J. Sosa. Igualmente podemos encontrar frente al obelisco una estatua de Pablo Arosemena, 5.º presidente de la República de Panamá.  Entre los edificios que rodean esta plaza están el Antiguo Palacio de Justicia de Panamá (que contiene la antigua sede del Ministerio de Cultura de Panamá y el Teatro Anita Villalaz), el edificio de la Embajada de Francia y una mansión particular perteneciente a la Familia Navarro-Quelquejeu.

### Placas conmemorativas
Detrás de la plaza se encuentra una galería en forma semicircular, donde están 10 placas de mármol, de 10 pies de alto por 6 pies de ancho y donde está grabada la historia del Canal de Panamá, se destaca una placa con el rostro en relieve en honor del médico cubano Carlos J. Finlay en la cual se lee una nota de agradecimiento por su descubrimiento del germen transmisor de la Fiebre Amarilla. Las tres primeras placas esbozan los primeros intentos e ideales de construir un canal por Panamá.
En la placa uno se expresan los deseos de construir un canal por Panamá desde tiempos de la Colonia Española:

"La idea de encontrar o de crear artificialmente una vía que, abriendo por su centro el continente americano, acortase el paso a las Indias Orientales, surgió desde el descubrimiento del Nuevo mundo por Colón. Ya en 1529 Álvaro de Saavedra, cumpliendo órdenes concretas de Carlos V levantaba los primeros planos de un canal por Panamá, mientras Pedrarias y Antonelli hacían lo propio para otro por Nicaragua y el Adelantado Andagoya por formulaba un presupuesto de la obra y tomaba las medidas del río Chagres, que habían de utilizar, siglos después, franceses y norteamericanos"

En la placa dos se exalta la importancia de la unión de océanos y la construcción del Camino de Cruces a través del Istmo de Panamá:

"Antes, en 1524, Hernán Cortés había escrito a Carlos V que la unión del  Océano Atlántico con el Mar del Sur "valía más que la conquista de México" por él realizada.  […] Fernando el Católico mandó a Balboa construir, y se construyó a costa de grandes sacrificios, un camino carretero al través del istmo, que fue la base del florecimiento de la vieja Panamá"

En la placa tres se destaca la intención de diferentes colonizadores y la gestión de Bolívar para buscar la ruta más práctica para la construcción del Canal:

"Durante los siglos XVI,XVII y XVIII se repitieron las recomendaciones que aventureros y exploradores presentaban a sus respectivos gobiernos, Guillermo Patterson colonizador escocés del Darién. Y Otra vez, en los albores mismos de la independencia sudamericana, volvióse a pensar en la obra; y Bolívar, sublime visionario, comisionó al ingeniero inglés Lloyd y al sueco Falmakr, para que explorasen el Istmo y propusiesen la vía más practicable"

## Paseo Esteban Huertas

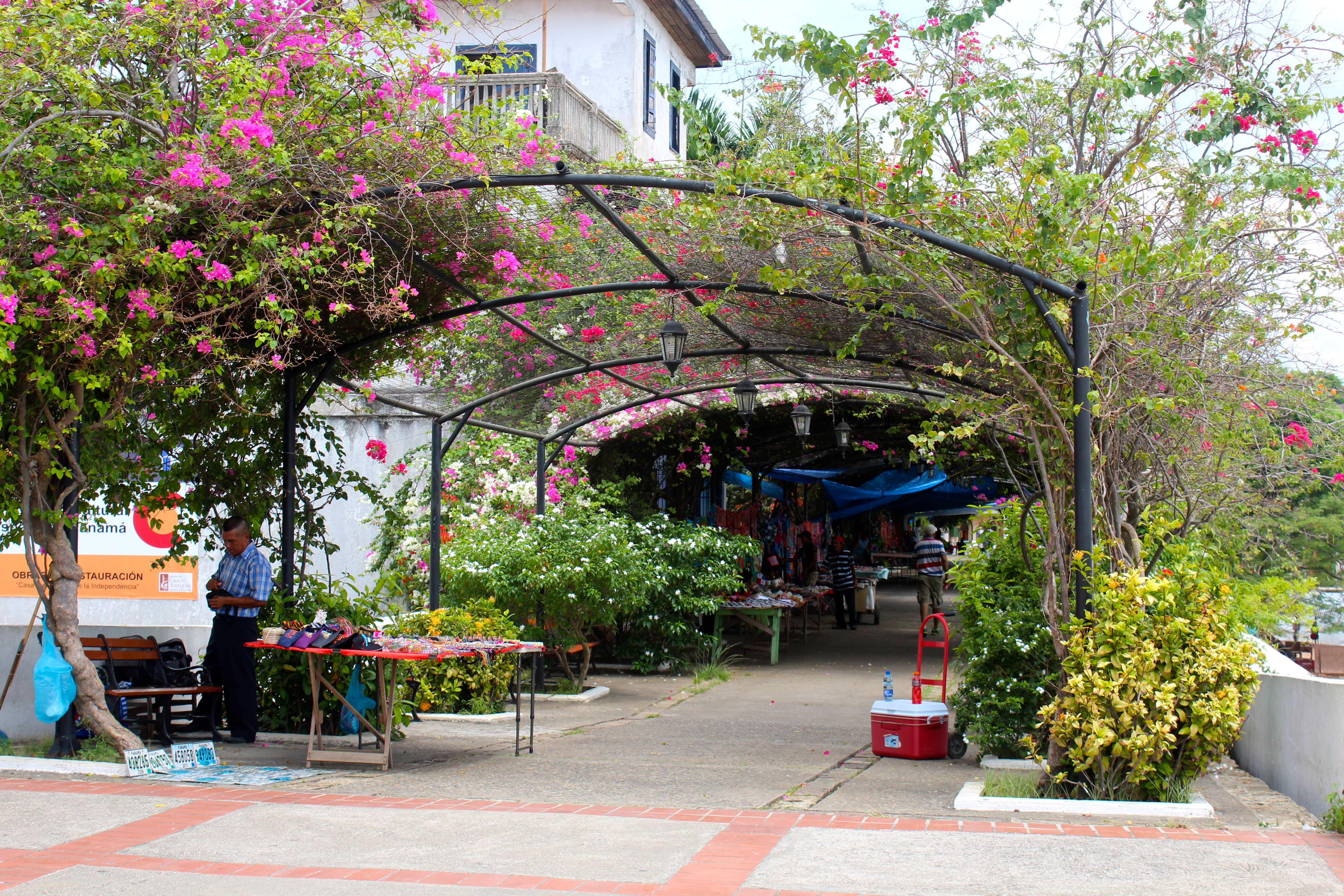
Entrada al Paseo Esteban Huertas.

El adarve construido sobre los espacios abovedados era conocido como el Paseo de Las Bóvedas, nombre que fue cambiado por Paseo de Lesseps, por medio de la Ley 48 del 24 de noviembre de 1928. En 1944, el Consejo Municipal de Panamá lo rebautizó como Paseo Esteban Huertas, en honor al general colombiano que jugó un papel fundamental en nuestra separación de Panamá de Colombia. Este paseo está constituido por un jardín colgante de buganbilias  y bancas laterales a lo largo de todo el paseo, el cual termina en un amplio espacio que conduce a una escalinata que da acceso a la Plaza de Francia.